# 루에보

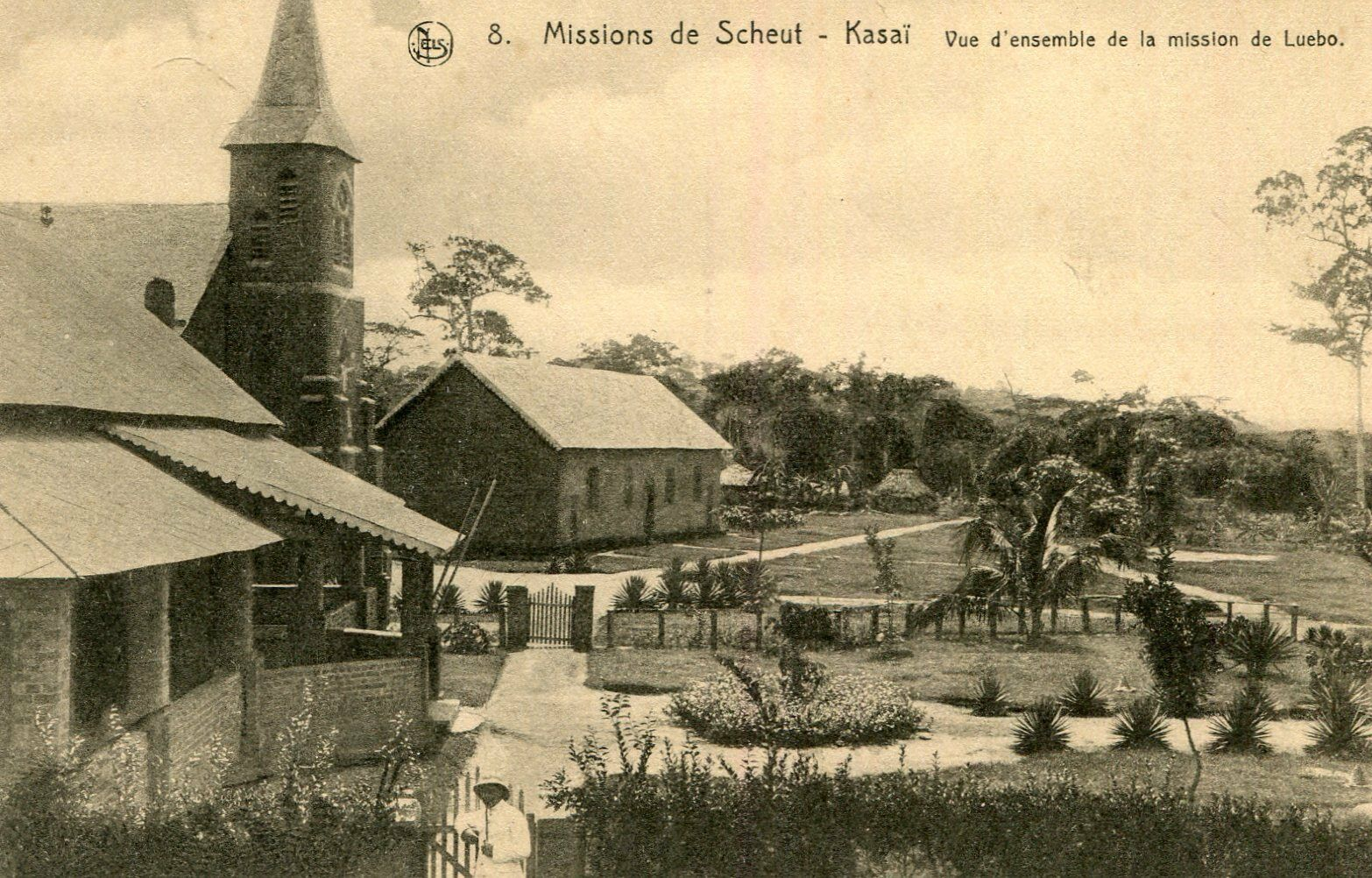

루에보(Luebo)는 콩고 민주 공화국 중남부에 위치한 도시로, 인구는 40,115명(2009년 기준)이다. 행정 구역상으로는 카사이옥시당탈 주에 속한다. 2007년 에볼라 바이러스가 확산된 적이 있다.